# Riedelia exalata
Riedelia exalata là một loài thực vật có hoa trong họ Gừng. Loài này được Theodoric Valeton miêu tả khoa học đầu tiên năm 1917.

## Phân bố
Loài này được tìm thấy ở cao độ 2.591 m (8.500 ft) trong rừng trên sống núi Koebré trong dãy núi Arfak, tỉnh Tây Papua,  Indonesia. Mẫu vật điển hình: L.S. Gibbs 5637 do Lilian Suzette Gibbs (1870–1925) thu thập trên dãy núi Arfak.